# Törpekákások

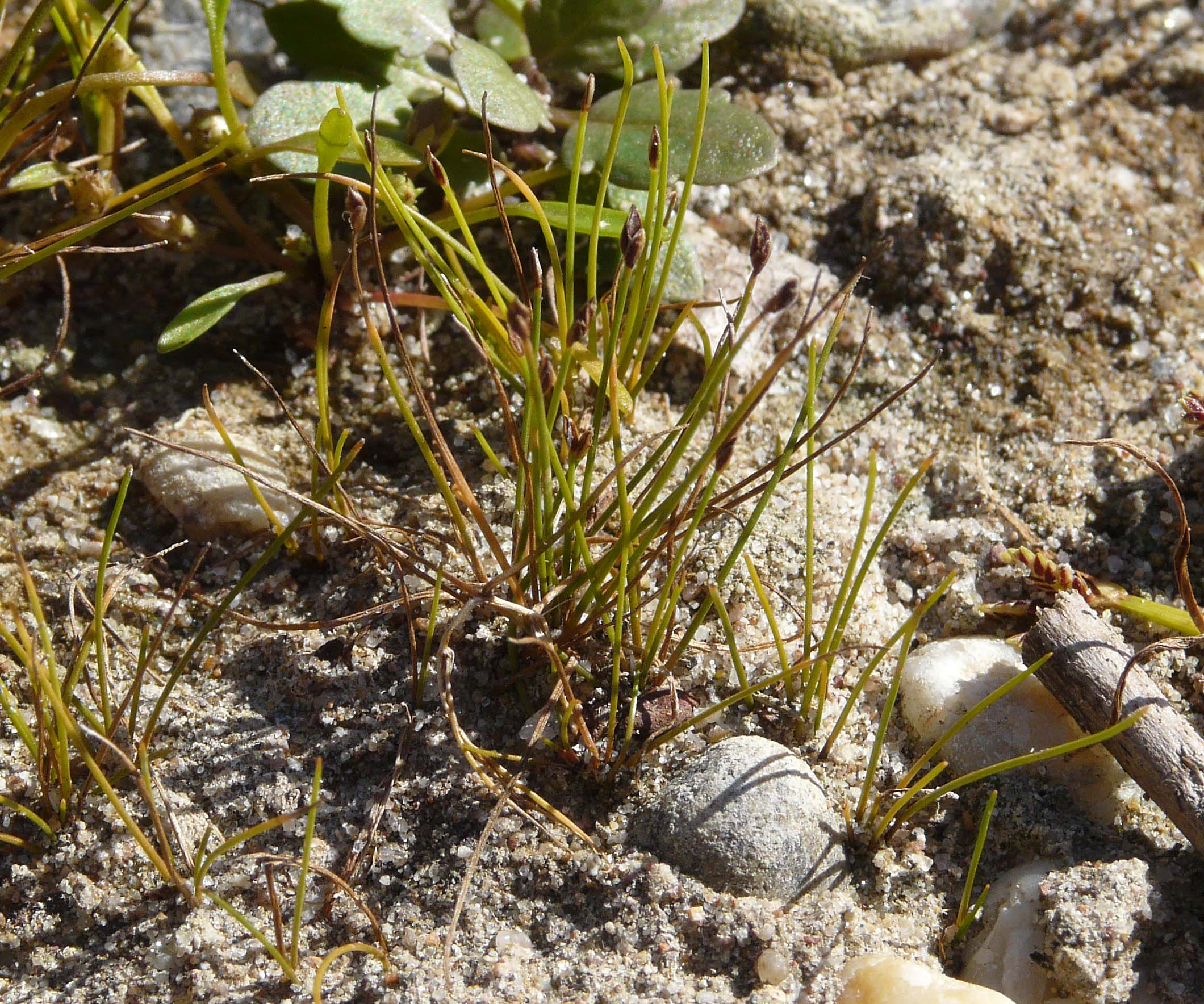
Apró csetkáka (Eleocharis acicularis)

A törpekákás iszaptársulások (Isoëto-Nanojuncetea Br-Bl. et R. Tx. ex Westhoff & al. 1946) társulástani osztálynak egyetlen, Magyarországon is előforduló rendje a törpekákásoké (Nanocyperetalia Klika 1935).

## Elterjedésük
A rend Nyugat-, Közép- és Délkelet-Európa törpekáka vegetációjának társulásait tartalmazza. Ezek bárhol az országban előfordulhatnak.

## Növényzetük, fajösszetételük és betelepülésük
Növényborításuk rendszerint gyér; állományaik fajszegények. Gyakoriak a „törpezsombékok” kisebb csomói és a leterülő hajtású, talajra simuló növényi formák.
A szabaddá váló felszíneken sok esetben először
- mohák:
  - becősmohák, például Anthoceros punctatus,
  - lombosmohák, például Drepanocladus aduncus,
  - körtikemoha (Physcomitrium pyriforme),
  - májmoha (Riccia spp.) és

- moszatok (tűfejmoszat, Botrydium granulatum) jelennek meg.

Később indulnak fejlődésnek a magasabb rendű növények, amelyeknek többsége vagy apró termetű kákaféle:
- barna palka (Cyperus fuscus),
- sárga palka (Pycreus flavescens),
- apró csetkáka (Eleocharis acicularis),
- iszapkáka (Dichostylis micheliana),
- henye káka (Schoenoplectus supinus),

vagy szittyóféle:
- fülemüleszittyó (Juncus articulatus),
- varangyszittyó (Juncus bufonius),
- iszapszittyó (Juncus tenageia),
- békaszittyó (Juncus effusus).

A növényzet jellemző alkotói az iszapgyopárok:
- Gnaphalium uliginosum,
- Gnaphalium luteo-album.

Jellemző leterülő formák:
- látonya (Elatine spp.),
- bajuszpázsit (Heleochloa spp.),
- henye pimpó (Potentilla supina),
- heverő orbáncfű (Hypericum humifusum).

Jellegzetes, kis termetű kétszikűek:
- iszaprojt (Limosella aquatica),
- iszapfű (Lindernia procumbens),
- csepplen (Radiola linoides),
- centike (Centunculus minimus).

## Életmódjuk, termőhelyük
Kialakulásuk alapvető feltételei:
- a rövid vegetációs időszak,
- a tartósan vagy átmenetileg nedves környezet és
- az évelő növényzet hiánya – bár a sekély vízzel hosszan elárasztott rizsvetésekben is feltűnhetnek.

A vegetációs időszak hosszát legtöbbször a tartós vízborítás szabja meg – általában ez pusztítja el az évelő szárazföldi növényzetet bár, ezek a társulások ritkábban antropogén hatásra is kialakulhatnak. A fentiek ártelmében a törpekákások jellemzően azonális növénytársulások, bár az egyes társulások között edafikus és klímafüggő jellegűek is feltűnnek.
A környezeti elemek ilyen gyors fluktuációját csak a gyors életciklusú fajok viselik el. A folyómedrek, hullámterek rendszeres elárasztása, kedvezőtlen mechanikai tulajdonságú, nitrogénszegény, nyers öntéstalajt hagy maga után, és ez nagyban befolyásolja a megtelepülő növényzet fajösszetételét. A kiszáradó hullámtéri árkokban, kubikgödrök vizében a bepárlódás miatt (főleg a felszínhez közel) megnő a karbonáttartalom; a mentett ártereken kevesebb só is felhalmozódhat.
Az antropogén hatások lényege a természetes szukcesszió gátlása. A hordalékok változatos minősége miatt az öntéstalaj sokféle lehet, akár nitrogéngazdag felszínek is kialakulhatnak.
A törpekákások tipikus pionír társulások. Állományaikba gyakran még a vegetációs időszakban is hatolnak be más társulások fajai, amelyek fokozatosan teljesen új társulásokat alakíthatnak ki.

## Rendszertani felosztásuk
A társulástani rend két, a Kárpát-medencében előforduló csoportja:
- törpekákagyepek (Nanocyperion Koch ex Libbert 1932) – öt alcsoporttal, kilenc növénytársulással;
- szikesedő hordaléktalajok iszapnövényzete (Verbenion supinae Slavnić 1951) – három növénytársulással.